# Achaearanea florendida
Achaearanea florendida är en spindelart som beskrevs av Claude Lévi 1959. Achaearanea florendida ingår i släktet Achaearanea och familjen klotspindlar. Inga underarter finns listade i Catalogue of Life.